# Ligotka (województwo opolskie)
Ligotka (niem. Ellguth) – wieś w Polsce położona w województwie opolskim, w powiecie namysłowskim, w gminie Namysłów.
W latach 1975–1998 miejscowość administracyjnie należała do ówczesnego województwa opolskiego.